# Atherigona lamda
Atherigona lamda är en tvåvingeart som beskrevs av Adrian C. Pont 1981. Atherigona lamda ingår i släktet Atherigona och familjen husflugor.
Artens utbredningsområde är Sri Lanka. Inga underarter finns listade i Catalogue of Life.